# (7021) Tomiokamachi
(7021) Tomiokamachi est un astéroïde de la ceinture principale.

## Description
(7021) Tomiokamachi est un astéroïde de la ceinture principale. Il fut découvert le 6 mai 1992 à Dynic par Atsushi Sugie. Il présente une orbite caractérisée par un demi-grand axe de 2,59 UA, une excentricité de 0,17 et une inclinaison de 13,5° par rapport à l'écliptique.

## Compléments